# قته چرمی
قته چرمی قله‌ای در کوهستان پراو در نزدیکی کرمانشاه است.ارتفاع این قله ۳۳۵۵ متر بوده و یکی از قلل فنی کوهستان پراو محسوب می‌گردد. مختصات جغرافیایی قله قته چرمی۳۴٫۴۱۳۵۳۹۷، ۴۷٫۲۲۶۹۰۱۴ بودهو راه دسترسی به آن تاحدودی مشکل و به‌ویژه در انتهای مسیر در نزدیکی‌های قله صعب العبور است از لحاظ موقعیت این قله در هفت کیلومتری شمال شرق شهر کرمانشاه قرار گرفته و از شرق به قله پراو از غرب به تنگه کنشت، از شمال به کوه خرامان ودره تیراندازه و از جنوب به تنگه مانگ هلات و قله خاتون بان محدود می‌گردد. در زبان محلی چرمی بمعنای سفید رنگ می‌باشد و قته چرمی برجستگی سفید رنگ معنی می‌شود و وجه تسمیه آن هم باین دلیل است که در نزدیکی‌های قله، صخره عظیم و سفید رنگی وجود دارد که بواسطه وجود آن افراد محلی این نام را بر آن نهاده‌اند و بخاطر ریزشی بودن این صخره پیمایش آن دشواری‌های مخصوص بخود را پیدا کرده‌است.وی‍ژگی ریزشی بودن سنگ‌های این محل باعث تخریب شدن صخره‌های اطراف این قله شده و تنها این صخره سفید رنگ با عظمت در جای خود استوار باقی مانده واین تخریب و ریزش در طی سال‌های متمادی باعث به وجود آمدن شن اسکی‌های عظیم در دره‌های اطراف این قله شده‌است واین موضوع باعث دشوار شدن صعود به این قله شده و صعود به آن حالت فنی پیدا کرده‌است چندین راه برای رسیدن به این قله می‌توان متصور شد و اکثر این راه‌ها بواسطه اینکه به محیط‌های نظامی ختم می‌شوند، قابل استفاده نیستند (از جمله راه قدیمی آن که از تنگه کنشت مورد استفاده قرار می‌گرفت و به خرسه ری مشهور است) و در حال حاضر برای رسیدن به این قله دو مسیر می‌توان در نظر گرفت یکی از راه خط الراسی ست که بین قله شیخ علی خان واین قله قرار گرفته که با حرکت بسمت غرب قله شیخ علی خان در امتداد این خط الراس انتهایی‌ترین ارتفاع، قله قته چرمی قرار گرفته‌است که تقریباً فاصله این دو ۲ کیلومتر می‌باشد و راه دیگرکه بهترین راه صعود به قله قته چرمی است از کنار پناهگاه پراو می‌گذرد و با عبور از میدان پراو در انتها به این قله خواهد رسید. این راه تا پناهگاه پراو با مسیر اصلی صعود به قله پراو مشترک است و با رسیدن به پناهگاه باید راه را بسمت غرب و میدان پراو تغییر داد واز پناهگاه تا قله قته چرمی به دلیل صعب العبور بودن، کم تردد بودن و طبیعت صخره ای این ناحیه هیچ گونه راه مالرو مشخصی وجود ندارد فقط در بعضی از جاها راه توسط سنگچین مشخص شده‌است عمده گیاه روئیده در دامنه‌های کوه قته چرمی بوته چنور است که به صورت فراوان و با فواصلی منظم دراین ناحیه رویش گسترده ایی پیدا کرده‌است چون قله قته چرمی تقریباً در مرکزیت کوهستان پراو قرار گرفته در دورنمای این قله کلیه قلل این کوهستان و همین‌طور شهر کرمانشاه بخوبی نمایان می‌باشد.